# Scaphyglottis triloba
Scaphyglottis triloba är en orkidéart som beskrevs av Bryan Roger Adams. Scaphyglottis triloba ingår i släktet Scaphyglottis och familjen orkidéer.
Artens utbredningsområde är Colombia. Inga underarter finns listade i Catalogue of Life.